# موسى أو. ويليامسون
موسى أو. ويليامسون (بالإنجليزية: Moses O. Williamson)‏ هو شخصية أعمال أمريكي، ولد في 14 يوليو 1850، وتوفي في 24 فبراير 1935.